# 粗柄独尾草
粗柄独尾草（学名：Eremurus inderiensis）是独尾草科独尾草属的植物。分布在中亚地区、伊朗、阿富汗、蒙古以及中国大陆的新疆等地，生长于海拔430米至700米的地区，多生长于沙地、平原固定沙丘和干旱荒漠，目前尚未由人工引种栽培。